# Turcza László
Turcza László (Székelyudvarhely, 1953. szeptember 27. –) erdélyi magyar festőművész, restaurátor.

## Életpályája
Művészi tanulmányait Székelyudvarhelyen kezdte el tanulni autodidakta módon. Mestere: Márton Árpád volt. 1972-ben Csíkszeredára költözött; a fiatal képzőművészekből (Adorjáni Endre, Beczássy Antal, Dóczy András) álló szabadiskolában tanult. 1975-től kiállító művész; Erdélyben és külföldön is. 1978-ban alapító tagja volt a Stúdió 4-nek Fazekas Csaba, Köllő Sándor és Erőss István mellett. 1990-től a Csíki Székely Múzeum restaurátora és képzőművészeti gyűjteményének kezelője. 2009-ben a Studio 9 művészcsoport tagja lett.

## Családja
Édesapja Turcza Sándor rajztanár, nagybátyja Pálffy Árpád (1931–2023) pedig keramikus volt. Fia, Turcza Hunor is művészember: zenész és fotós.

## Kiállításai

### Egyéni
- 1975, 1978-1979, 1986, 1991, 1994-1995, 1998-1999, 2013 Csíkszereda
- 1988 Kolozsvár
- 1995 Gyergyószentmiklós

### Válogatott, csoportos
- 1989 Bukarest
- 1991, 1994, 2001, 2014 Kolozsvár
- 1993, 1995 Gyula
- 1996 Csíkszereda, Kaposvár, Budapest
- 1997 Csíksomlyó
- 1997-1998, 2015 Csíkszereda
- 2013 Marosvásárhely
- 2016 Sepsiszentgyörgy